# أليس بورديو
أليس بورديو (بالإنجليزية: Alice Burdeu)‏' (من مواليد 27 يناير 1988) عارضة أزياء أسترالية الفائزة في الموسم الثالث من برنامج تلفزيوني واقعي أستراليا نيكست توب موديل.

## روابط خارجية
- أليس بورديو على موقع IMDb (الإنجليزية)
- أليس بورديو على موقع دليل عارضات الأزياء (الإنجليزية)